# Étienne Bertrand Weill
 (février 2024).
 (mars 2022).
La mise en forme du texte ne suit pas les recommandations de Wikipédia : il faut le « wikifier ».
Les points d'amélioration suivants sont les cas les plus fréquents. Le détail des points à revoir est peut-être précisé sur la page de discussion.
- Les titres sont pré-formatés par le logiciel. Ils ne sont ni en capitales, ni en gras.
- Le texte ne doit pas être écrit en capitales (les noms de famille non plus), ni en gras, ni en italique, ni en « petit »…
- Le gras n'est utilisé que pour surligner le titre de l'article dans l'introduction, une seule fois.
- L'italique est rarement utilisé : mots en langue étrangère, titres d'œuvres, noms de bateaux, etc.
- Les citations ne sont pas en italique mais en corps de texte normal. Elles sont entourées par des guillemets français : « et ».
- Les listes à puces sont à éviter, des paragraphes rédigés étant largement préférés. Les tableaux sont à réserver à la présentation de données structurées (résultats, etc.).
- Les appels de note de bas de page (petits chiffres en exposant, introduits par l'outil «  Source ») sont à placer entre la fin de phrase et le point final[comme ça].
- Les liens internes (vers d'autres articles de Wikipédia) sont à choisir avec parcimonie. Créez des liens vers des articles approfondissant le sujet. Les termes génériques sans rapport avec le sujet sont à éviter, ainsi que les répétitions de liens vers un même terme.
- Les liens externes sont à placer uniquement dans une section « Liens externes », à la fin de l'article. Ces liens sont à choisir avec parcimonie suivant les règles définies. Si un lien sert de source à l'article, son insertion dans le texte est à faire par les notes de bas de page.
- La présentation des références doit suivre les conventions bibliographiques. Il est recommandé d'utiliser les modèles {{Ouvrage}}, {{Chapitre}}, {{Article}}, {{Lien web}} et/ou {{Bibliographie}}. Le mode d'édition visuel peut mettre en forme automatiquement les références.
- Insérer une infobox (cadre d'informations à droite) n'est pas obligatoire pour parachever la mise en page.

Pour une aide détaillée, merci de consulter Aide:Wikification.
Si vous pensez que ces points ont été résolus, vous pouvez retirer ce bandeau et améliorer la mise en forme d'un autre article.
Étienne Bertrand Weill, né le 16 novembre 1919 à Paris et mort le 28 janvier 2001 à Jérusalem) est un photographe franco-israélien.
Il s’est illustré dans la photographie abstraite, dont il a été l’un des pionniers/maîtres avec ses Métaformes, dont certaines ont été acquises par des musées français et étrangers.

## Biographie

### Jeunesse
Né en 1919 à Paris dans un milieu juif assimilé, il est le fils de Raphaël Weill (traducteur de littérature anglaise) et de Jeanne Ullmann, mère au foyer. Il est tôt attiré par l'art, mais ayant un frère aîné et deux oncles peintres, Louis Ullmann et Édouard Moyse (1827-1907), il se tourne vers la photographie qu'il étudie à l’École nationale de photographie et de cinéma Louis Lumière.

### Pendant la guerre
En 1942, il s’engage dans la Résistance où ses talents de dessinateur lui permettent de faire des faux-papiers pour sauver des enfants puis il rejoint le maquis des Éclaireurs israélites de France. À la fin de la guerre il poursuit le combat dans la Première armée des Vosges et en Alsace.
En 1942, sa mère sera arrêtée et internée à Drancy, puis assassinée le 25 mars 1943  à Sobibór .

### Les débuts de la carrière
Dès son retour à la vie civile, la photographie représente son nouvel engagement, nourri par des intérêts divers : photographies d'architecture, d'art – en devenant surtout le photographe attitré de Jean Arp, et humaniste. Ces photographies seront publiées dans des revues telles L'Architecture d'aujourd'hui, dirigée par André Bloc, ou Cahiers d’Art de Christian Zervos. Il réalise des portraits (Jean-Paul Sartre, Eugène Ionesco, des reportages dans le monde ouvrier (La vie d’un métallo parisien, La fanfare de Renault, La manif…)
C'est sa rencontre avec le mime Marcel Marceau en 1947 qui marque une étape fondatrice dans son itinéraire, l’orientant vers la photographie de mime puis de théâtre et de danse. Il sera le seul photographe accepté par Étienne Decroux, travaillera également avec Jean-Louis Barrault, Madeleine Renaud.

### Les Métaformes, œuvres de la maturité
Photographier des corps en mouvement l'amène à concevoir un dispositif très simple, riche de possibilités plastiques — un mobile qu'il met en mouvement et éclaire pour le photographier. À partir des années 1960, avec les Métaformes, le nom qu'il donnera aux œuvres ainsi élaborées, il devient l’un des maîtres de la photographie abstraite et s'inscrit ainsi dans l'art cinétique, l’un des grands mouvements artistiques de la modernité. Il présente l’une de ces œuvres pour la première fois dans une exposition organisée par le groupe Espace en 1957 à Biot.
Ces métaformes, véritables «musiques pour les yeux» selon Maurice Fleuret, le conduiront à pousser sa recherche vers la composition de suites cinétiques associées à la musique, dans un rapport non illustratif mais visant à ouvrir un imaginaire ici détaché de la réalité; elles seront également parties intégrantes de concerts-spectacles, de récitals de poésie, de spectacles de danse et de mime, présentés au: Musée d'art moderne de la Ville de Paris en 1971 et 1976, Théâtre de la Ville à Paris (où en 1971, l’une de ses suites cinétiques fait prélude à Hymnen, de Stockhausen, chorégraphie du Ballet contemporain, dans une scénographie de Gérard Fromanger), l’Opéra de Paris, où en 1979, fut créé Diachronies, musique de Béla Bartók, chorégraphie de Janine Charrat, scénographie et costumes d’Étienne Bertrand Weill, ainsi que dans de nombreux festivals internationaux. Il réalisera également un court métrage expérimental, produit par l’ORTF, Variations I & II, qui a reçu une mention spéciale au festival de Jérusalem du film d'amateur et du court métrage.
Parallèlement, de 1975 à 1986, il enseigne la photographie à l’Université Panthéon-Sorbonne et fera partie du jury de l'agrégation d’Arts plastiques.

### Vie personnelle
Il épouse Jacqueline Marguliès en 1948, et cinq filles naissent de ce mariage. Le couple s'installe définitivement à Jérusalem en 1987, où Étienne Bertrand Weill continue à travailler jusqu’à sa mort en 2001.

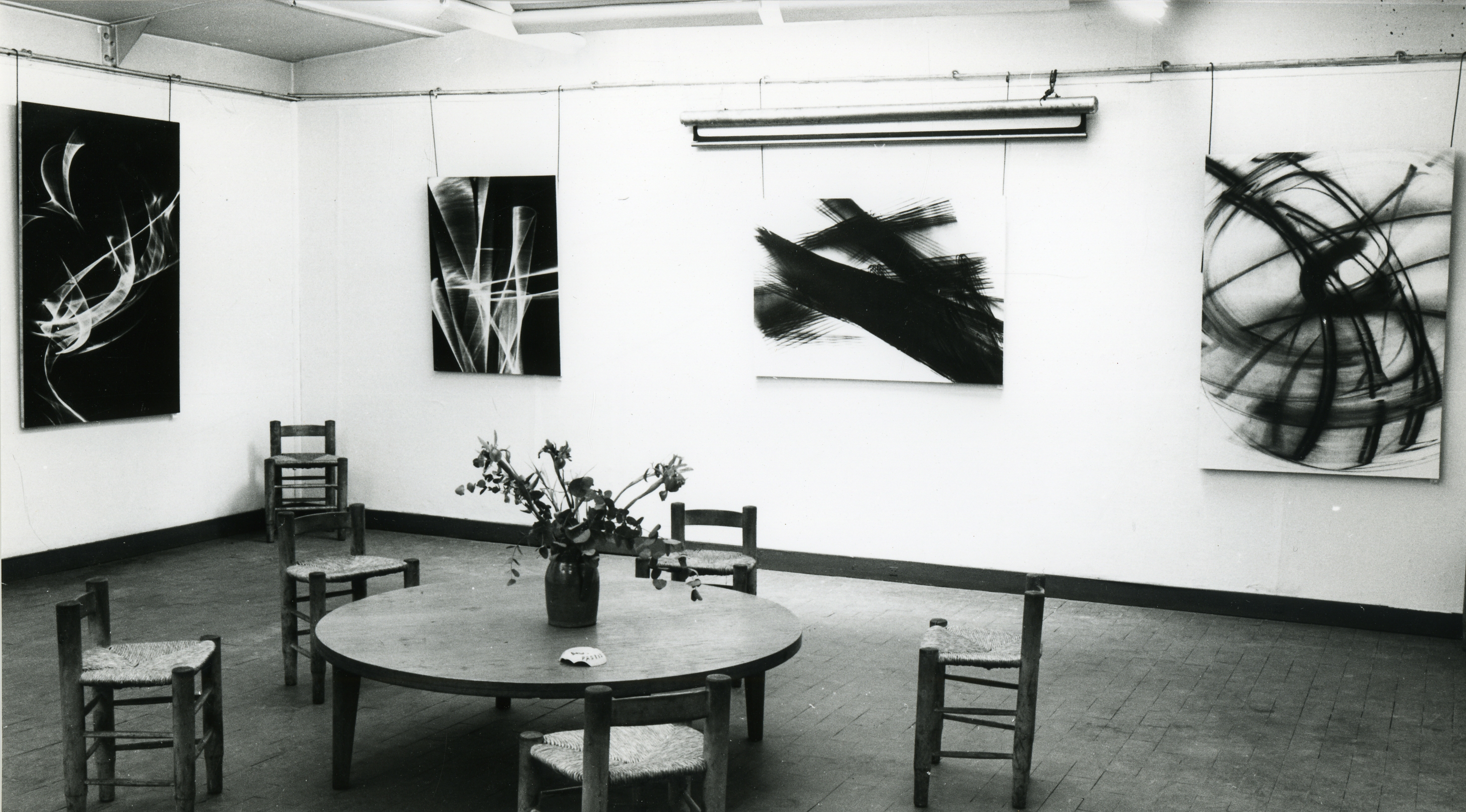
Exposition de Métaformes à la Maison des Beaux Arts 1962, Paris

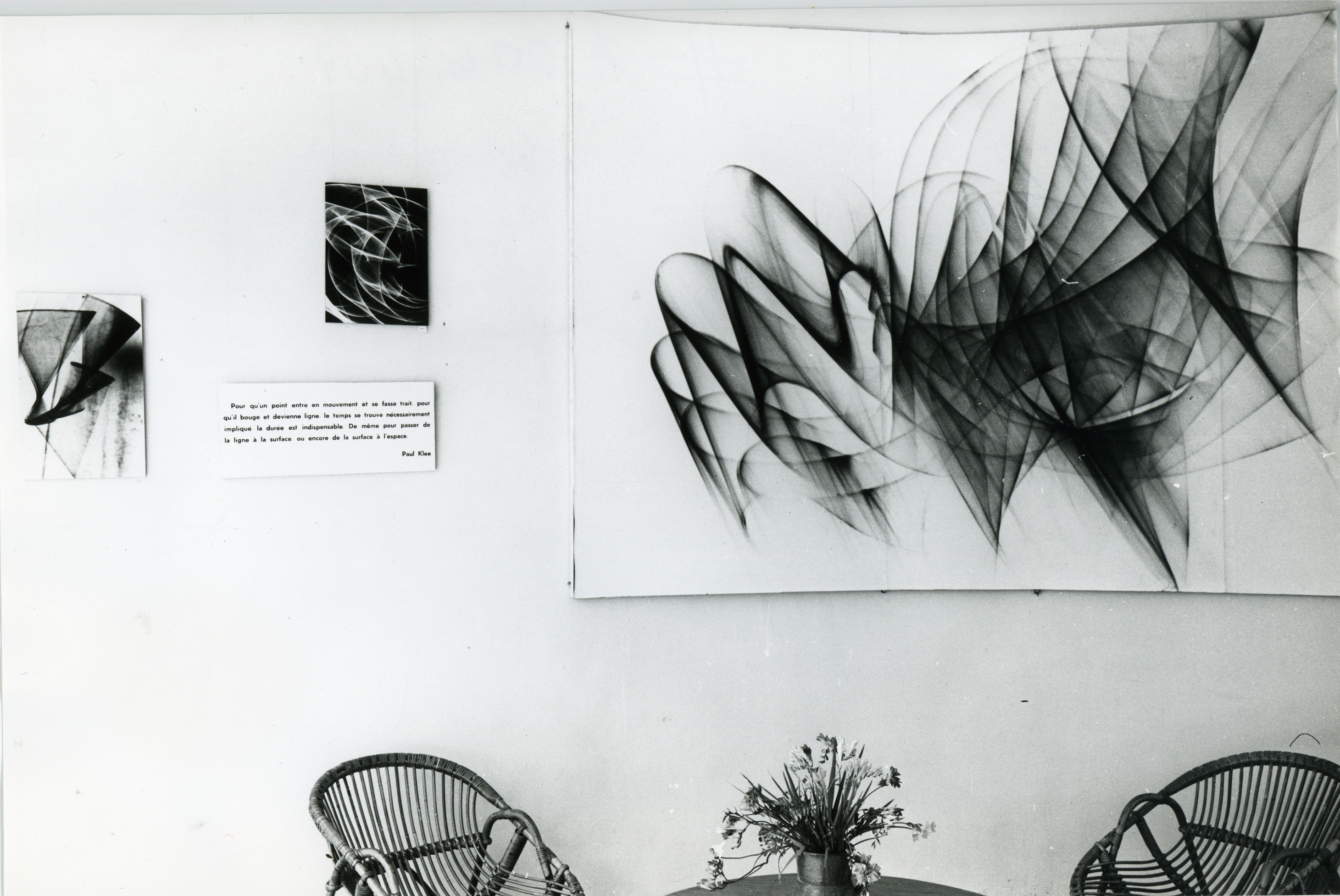
Etienne Bertrand Weill Exhibition of Metaforms in Maison des Beaux Arts Paris, 1962

## Expositions posthumes
- 2002 Hommage à Étienne Bertrand Weill, Centre Suzanne Dellal, Tel-Aviv, Israël
- 2005 Centre Culturel de la Visitation, dans le cadre du Festival Mimos[11] Exposition de photographies d’Étienne Decroux faites par Étienne Bertrand Weill, Périgueux
- 2005 «L’œil moteur»[12], art optique et cinétique, Musée d’Art Moderne de Strasbourg
- 2008 Acteurs en scène, Bibliothèque nationale de France[13]
- 2008 "Étienne Bertrand Weill 1919-2001 - Lumières et Mouvements", Galerie Hautefeuille, Paris[14]
- 2012 Vertige du corps, BnF François-Mitterrand, Paris[15]
- 2014 Maria Wettergren Gallery, Paris[16]
- 2015 «La photographie française du XXe siècle», Pordenone, Italie[17]
- 2016 Trajets de Lumière[18], Maria Wettergren Gallery, Paris[18]
- 2017  Exposition “Le Pouvoir du geste” avec un hommage au mime Marcel Marceau, un Musée pour le mime, Strasbourg [19]
- 2019 Vers d’autres rives, Maria Wettergren Gallery, Paris[20]
- 2021 Noir & Blanc, Grand Palais, Paris[21]

## Principales expositions personnelles
- 1956 Galerie d’Orsay, Paris Le monde du théâtre
- 1957 Première exposition d’une metaforme avec le groupe Espace[22]
- 1957 Librairie Al ferro di Cavallo, Rome, Italie
- 1957 Centre Français d’Études et d’Information, Milan, Italie
- 1957 Galerie Lilienhof, Fribourg en Brisgau
- 1962 Maison des Beaux Arts, Paris: Métaformes,
- 1962 Université de Sarrebruck, Allemagne fédérale
- 1964 Institut Français de Cologne
- 1964 Université de Sarrebruck, Allemagne
- 1964 Salon d’Art Sacré: Magnificat
- 1964 Alliance Française de Buenos-Ayres: ‘’Libre Expression”
- 1964 Ambassade de France, Tel-Aviv, Israël
- 1966 Cloître de la Cathédrale de Vaison la Romaine
- 1968 Semaine culturelle de Bolbec, Lillebonne et N.D. de Gravenchon
- 1969 Palais de l’Europe, Menton
- 1971 Théâtre Récamier, Jean-Louis Barrault, Paris
- 1972 Musée d’Holstebro, Danemark
- 1973 Galerie Knoll, Nîmes
- 1973 Festival de Collias
- 1975 Inaugurations du Nouveau Centre des Arts et Loisirs du Vésinet
- 1975 Ambassade de France, Tel-Aviv, Israël
- 1976 Galerie Saint Roch
- 1976 Aéroport d’Orly
- 1976 Galerie Lilienhof, Fribourg en Brisgau
- 1977 C.A.E.S.-C.N.R.S. Meudon-Bellevue
- 1978 Ambassade de France, New-York
- 1978 Musée Guimet, Paris
- 1978 Musée de Poitiers
- 1980 Musée des Beaux Arts, Besançon
- 1980-1982 Universités américaines de Georgie, de Murcie, du Kansas de Pennsylvanie, de l’État de New-York.
- 1980-1982 Centres Culturels du Maine, de Caroline du Nord, de Californie et du Wisconsin.
- 1983 “Le mime Étienne Decroux et son École", Métaformes, Cinémathèque de Montréal.
- 1978 Théâtre de Winnipeg, Canada
- 1989 Théâtre de Chicago (mime et théâtre)
- 1993 Festival du Movement Theater International et Galerie Esther Klein, Philadelphie

## Principales exposition collectives
- 1946 to 1959 E.B.Weill participe à tous les salons nationaux et internationaux du Cabinet des Estampes (Bibliothèque Nationale) et de la Société Française de Photographie
- 1949 IVe Salon National de la Photographie
- 1950 Ve Salon National de la Photographie,
- 1950 37e Salon International d’Art Photographique
- 1950 Société Française de Photographie
- 1951 39e Salon International d’Art Photographique
- 1951 Société Française de Photographie
- 1951 VIe Salon National de la Photographie
- 1953 VIIIe Salon National de la Photographie
- 1953 36e Salon des Artistes Décorateurs
- 1954 37e Salon des Artistes Décorateurs
- 1955 Xe Salon National de la photographie
- 1956 XIe Salon National de la Photographie
- 1957 Salon International de Bièvres
- 1958 Exposition collective Membre du Groupe Espace, Biot[23].
- 1958 Librairie Galerie Eliane Norberg, Paris Masques & Photographies avec Thérèse Le Prat & Nina Vidrovitch
- 1959 IIIe Biennale Internationale du Centre National de la Photographie
- 1963 “Laboratoire des Arts`’, participation à l’équipe dirigée par Jean-Louis Renucci,
- 1963 Premier prix de la Biennale de Paris[24]
- 1965 Expressions photographiques 65
- 1965 Groupe Libre expression
- 1966 Salon d’Art Sacré
- 1966 Interpress-Photo 66, Exposition Internationale, Moscou[25]
- 1966 Alliance Française de Buenos-Ayres, Libre Expression
- 1966 International exhibition of pictorial photography, Édimbourg
- 1967 Exposition d’Art cinétique[26], organisée par Frank Popper au Musée d’Art Moderne de la Ville de Paris
- 1968 IIIe Festival de la Photographie, Besançon
- 1968 Cinétisme, Spectacle, environnement[27], Grenoble
- 1968 24 heures de l’image, Exposition de Gens d’images au Théâtre de l’Ouest Parisien, Boulogne Billancourt
- 1969 Espace et Lumière, Exposition de la Société des Artistes Décorateurs, Grand Palais, Paris
- 1969 Salon des Artistes Décorateurs Le vent se lève
- 1970 Projet du groupe ‘’Laboratoire des Arts’’ pour l’animation du Pavillon Français à Osaka
- 1970 Festival Européen de l’image photographique, Pau octobre 70
- 1970 Le Dynamisme, Premier salon franco-belge, Werwicq-sud
- 1971 Exposition des scénographies du Ballet Théâtre Contemporain, Grenoble, Angers, Rennes, Reims et huit pays d’Amérique Latine
- 1971 IIe Salon Franco Belge
- 1971-72 Exposition itinérante organisée par Valentine Faugère à Nairobie (Kenya), Blantyre(Malawi ), Dar es Salam (Tanzanie), Accra (Ghana), Cotonou (Bénin), Lomé (Togo), Tananarive (Madagascar)
- 1973 Xe Festival d’Art contemporain de Royan
- 1975 Espace et Lumière, Aspects de la recherche photographique
- 1975 “Les peintres Musicalistes``, Galerie Hexagramme, Paris Exposition itinérante en Australie, Nouvelle Calédonie, à l’Ile Maurice, au Malawi, Dahomey
- 1975 Biennale du Noir et Blanc, La Garenne Colombes
- 1976 Biennale d’Ibizza
- 1976 Paris de rêves
- 1976 Expositions Nationales de Biot
- 1977 Festival de Théâtre Musical de Poitiers «L’espace et les Espaces
- 1977 Festival Européen de l’image photographique, Pau
- 1977 Inauguration du Centre Georges Pompidou, Paris
- 1979 Les photographes de l’Imaginaire", Palais de la découverte, Paris
- 1979 Palazzo dell’Arte, Panorama della fotografia francese’’, Club des 30x40, Milano, Italie
- 1979 Paris Libre Expression V
- 1982 Une autre photographie", Maison des Arts, Créteil
- 1983 Salon des Photographes professionnels, Porte de Versailles
- 1984 La photographie créative", Pavillon des Arts au Forum des Halles
- 1985-87 Le Bougé, Edimbourg, Londres, Musée de Beaune, Australie
- 1987 Le temps d’un mouvement``, Musée d'Art moderne de Paris
- 1999 Exposition Renaud Barrault dans la Galerie de l’Hôtel de Ville, Paris

## Principaux concerts et spectacles
- Soirées Musique pour les Yeux, Concerts-spectacles, Films,
- Projections pour des Spectacles de Poésie et de Danse
- 1964 Variations I & II’, métaformes d’Étienne Bertrand Weill, musique Gilbert Amy, film 16 mm, produit par le Service de la Recherche de l’ORTF.
- 1964 Projection de Variations Centre Culturel de Royaumont et a l’Institut Français de Cologne.
- 1965 Théâtre du Vieux Colombier Paris, soirée poétique de Bernard Mermod et création du ‘’Bateau Ivre‘’, poe d`Arthur Rimbaud.
- 1965 Institut Français de Sarrebruck : Variation I & II et du Bateau Ivre,
- 1965 Festival de Vaison la Romaine, projections pour Sol de Compiègne’, poe de Robert Desnos.
- 1966 Université de Fribourg en Brisgau, Projections pour la Ballade de l`Etranger, mimodrame de Charles Bensoussan
- 1968 Centre International de Séjour, Paris, projections de Anaklasis, musique de Penderecki
- 1969 Palais de l’Europe à Menton, création de la Fête des Belles Eaux’, Projections pour la musique d’Olivier Messian et d’Adagio et la musique de Bela Bartok
- 1969 Théâtre de la Musique, Paris, en collaboration avec Jacques Noël, projections pour Bip dans la vie moderne et future de Marcel Marceau, *
- 1970 Dixie Festival International de l’Image, Epinal: Grand prix Leitz France pour Adagio
- 1970 Maison de la Culture de Grenoble prélude de projections pour Hymnen, musique de Stockhausen dansé par le Ballet Théâtre Contemporain *
- 1971 Théâtre de la Ville, Paris, reprise de Hymnen’, projections sur 40 mètres de base ; ce spectacle tournera ensuite dans diverses Maisons de la Culture en France et dans toute l’Amérique Latine
- 1971 Semaines Musicales Internationales de Paris, création de Dorian Horizon, musique de Toru Taqkemitsu
- 1971 ‘’Musique pour les Yeux’’, présenté par Maurice Fleuret à l’ARC, Musée de la Ville de Paris
- 1972 Musée d’Holstebro, Danemark: ‘’Musique pour les Yeux’’
- 1972 Graphexpo, Paris, Projections dans une structure gonflable-
- 1973 Festival de Collias: concert-spectacle avec le Trio Deslogéres, ‘’Vision des Temps Immémoriaux’’, musique d’Antoine Tisné et d’un mouvement du ‘’Quatuor pour la Fin du Temps’’, musique d’Olivier Messian-
- 1974 Rencontre Internationales d’Arles, concert-spectacle avec le Trio Deslogères, création de‘’Tarquinia’’, musique de Charles Chaysnes
- 1974 Festival d’Amboise, création de ‘’Rondo Mobile’’, musique de Marcel Goldmann, chorégraphie d’Alain Davesne
- 1974 Festival Estival de Paris : ‘’Musique pour les Yeux’’
- 1975 Théâtre des Champs Élysées projections pour Bip dans la Vie moderne et future, Spectacle Marcel Marceau
- 1976 Musée d’Art Moderne de la Ville de Paris : Nouvelle soirée ‘’Musique pour les Yeux’’, création de Rhétos, musique d’Hubert Stuppner et de Chtaslivi, Musique de Solange Ancona, danse Muriel Jaër
- 1977 Tournée de concerts-spectacles avec le Trio Deslogères en Israël : Musée de Tel-Aviv Université de Jérusalem,
- 1977 Centre Culturel de Chatillon sous Bagneux: Nouvelle soirée ’’Musique pour les Yeux’’, création du Trio en Quatorze Variations, musique de Beethoven
- 1977 Musée Guimet, au cours d’un concert de l’ACIC, présentation de Chtaslivi et de Dorian Horizon
- 1977 Centre Mandapa, Paris :’’Dance, Resonnance’’ quatre soirées de danse et projections avec Muriel Jaër
- 1977 Festival du Théâtre Musical de Poitiers : spectacle Muriel Jaër et Étienne Bertrand Weill
- 1977 Troisie ‘’Festival de Bolzano’’, Italie et Deuxie ‘’Automne Musical de Come’’ Italie:
- 1978 Projections pour la Danse du Feu dans "L’Amour Sorcier", musique de Manuel de Falla, chorégraphie de Raphaël Agilar présenté à la Maison de la Culture d’Amiens, en Allemagne, en Hollande et Autriche
- 1978 Semaines Musicales Internationales d’Orléans "Musique pour les Yeux"` avec le Trio Deslogères et Muriel Jaër*
- 1979 "Diachronies" pour le Ballet National de l’Opéra, musique de Béla Bartók, chorégraphie de Janine Charrat, scénographie images et costumes d’Étienne Bertrand Weill.
- 1981 Centre Culturel du Soleil d’Or, Paris: Spectacle Danse, projections Muriel Jaër Étienne Bertrand Weill, projections ‘’Chant Silencieux’’
- 1981 Semaines Musicales Internationales d’Orléans; musique, danse et projections avec Muriel Jaër, le Trio Deslogères et Étienne Bertrand Weill: prélude en silence, Hymnen, Rhétos, Tarquinia, Chtaslivi
- 1982 ‘’Shadow of a Mind’’, projections pour un spectacle de mime de T. Daniel à Chicago
- 1982 Projections pour ‘’Combat dans les Ténèbres’’ de Marcel Marceau au Théâtre des Champs Élysées, Paris
- 1982 Participation au Festival International de l’Avant-garde, FIAG, Paris
- 1982 ‘’Heures musicales de Vernon’’, concert spectacle avec le Trio Deslogères, création de Tarquinia (2e mouvement)
- 1982 Centre Geoges Pompidou: Trente ans de cinéma expérimental en France: projection de ’’Variations I & II’’
- 1983 Participation au Festival: ‘’Trente années de Cinéma Expérimental en France’’, Centre Pompidou, Paris, Lyon, Lille, Montréal
- 1983 Projections à l’Université du Québec, Montréal et au Théâtre de Winnipeg
- 1983 "Shadow of a Mind" est présenté au Festival International d’Istanbul et à Lubliana..
- 1984 ‘’Future Shokk’’ à Winnipeg, images et scénographie pour un spectacle de Giuseppe Condello
- 1985 ‘’Interférences’’, recherche visuelle et musicale avec Marie-Françoise Lacaze au Colloque International ‘’Corps, Espace, Temps’’ à Marly-le-Roi
- 1990 Théâtre de Jérusalem, 22 mars: Tsoar
- 1991 Pau (France) juillet: ‘’Interférence, Penderecki’’, ‘’Zeloa’’ Musique de M.F.Lacaze
- 1992 Habama, 30 janvier à Jerusalem: Penderecki, Alliance Française à Jérusalem: Bartok, Penderecki, Bethoven
- 1994 Auditorium du Musée d’Israël, Jérusalem ;mars Soirée: ’’Musique pour les Yeux’’
- 1998 ‘’Tsaadim’: Chorégraphie et danse Tamara Mielnick, Musique de Steve Peskoff, Création visuelle d’Étienne Bertrand Weill, (cinq représentations salle Gérard Behar à Jérusalem)
- 1999 Six spectacles de "Tsaadim" à Jérusalem et deux au Centre Suzanne Dellal à Tel Aviv